# Licența GNU pentru Documentație Liberă
Licența GNU pentru Documentație liberă sau GNU Free Documentation License (GNU FDL, GFDL) este o licență copyleft pentru documentație liberă, creată de Free Software Foundation (FSF) pentru GNU Project. Ea este similară cu GNU General Public License, oferind cititorilor dreptul de a copia, redistribui și modifica o lucrare și necesită ca toate copiile și derivatele să fie dispnibile sub aceeași licență. Copiile, de asemenea, pot fi vândute commercial, dar, dacă sunt produse în cantități mari (mai mult decât 100), documentul original sau codul sursă trebuie făcute disponibile recipientului lucrării.
GFDL a fost creată pentru manuale, ghiduri, instrucțiuni și alte materiale instrucționale și de documentare care însoțesc software GNU. Totuși, ea poate fi utilizată pentru orice lucrare bazată pe text, indiferent de materia subiectului. De exemplu, enciclopedia liberă online Wikipedia folosește licența GFDL (îmbinată cu Creative Commons Attribution Share-Alike License) pentru tot textul său.